# Ad ea ex quibus

Armoiries de Jean XXII

Ad ea ex quibus est une bulle pontificale fulminée par le pape Jean XXII le 14 mars 1319. 
Elle a pour but de reconnaître l'existence de l'ordre du Christ dans le royaume de Portugal. Cet ordre hérite, par la même occasion, des biens de l'ordre du Temple dans cette région.